# Puppy Linux
Puppy Linux (англ. puppy [’pʌpɪ] — «щенок») — семейство дистрибутивов Linux, разработанный Барри Каулером, профессором на пенсии из Австралии. Его целью было создать дистрибутив, похожий в использовании на Windows, который бы включал все необходимые приложения, но при этом имел достаточно малый размер (от 70 Мбайт) и скромные системные требования (процессор Pentium, оперативная память — 32 Мбайт), чтобы полностью загружаться в оперативную память (при наличии таковой размером 64 Мбайт и более) и работать даже на старых ПК. Puppy работает практически на любом оборудовании, лёгок в освоении и использовании, а также легко настраивается под личные нужды конкретного пользователя.
Данный дистрибутив характеризуется легкостью настройки и модификации. Поэтому на основании него было выпущено множество производных дистрибутивов, называемых «па́плетами» (puplets).
Для обкатки новых идей, которые позднее могут быть перенесены в ветки Puppy Linux, существует проект Quirky — вариант дистрибутива Puppy Linux, развиваемый тем же автором, включающий в себя инструмент Woof («Гав») для сборки на основе разных дистрибутивов. Поддерживается сборка на основе Debian, Ubuntu, Slackware, Arch Linux, T2 SDE.
Графическое окружение пользователя Quirky основано на оконных менеджерах JWM, Openbox и Fbpanel (по выбору), собственном наборе конфигураторов с графическим интерфейсом и виджетов. Размер ISO-образа Quirky — 124 Мбайт.

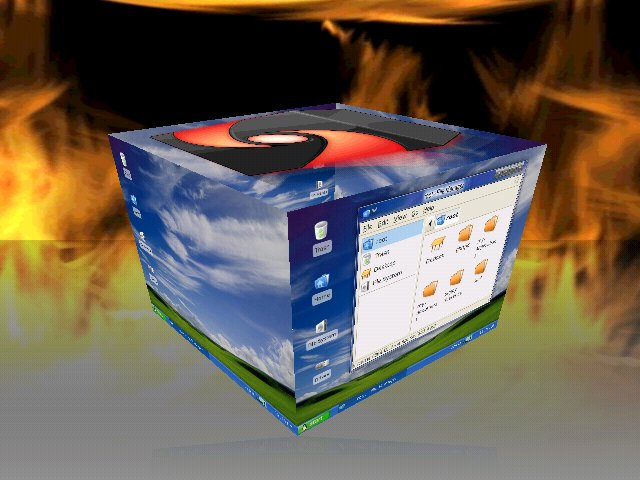
wNOP v0.2 на Asus Eee PC: Puppy 3.01 и Compiz Fusion.

Среди прочих существует и активно разрабатывается паплет PuppyRus с русской локализацией на основе Arch Linux. В нём реализована поддержка русского языка в главном меню, графических и консольных приложениях и документации, а также внедрены русские раскладки клавиатуры.
Дистрибутив является полностью независимым.
Существует сборка Puppy Linux с ПО в области биоинформатики и вычислительной биологии — BioPuppy.

## Официальные варианты
Из-за относительной легкости, с которой инструмент Woof может быть использован для создания вариантов Puppy Linux, существует много паплетов.
- Quirky («Ушлый») — дистрибутив с инструментом Woof со всеми файлами, содержащимися в Initramfs, встроенными в ядро. Он имеет простое управление загрузкой модулей, но в его состав включено меньшее число драйверов устройств[9][10][11];
- Wary («Осторожный») — дистрибутив, ориентированный на пользователей со старыми аппаратными средствами, но имеющий долгосрочную поддержку, ядро Linux и новейшие приложения[12];
- Racy («Колоритный») — вариант Wary, оптимизированный для новых ПК[13];
- Easy («Простой») — вариант Puppy Linux, сценарий инициализации которого полностью переписан, и использует первоначально разработанные контейнеры приложений в стороне от обычного управления пакетами[14].

## История выпусков
| Версия  | Дата выпуска    |
| ------- | --------------- |
| Puppy 0 | 18 июня 2003    |
| Puppy 1 | 29 марта 2005   |
| Puppy 2 | 1 июня 2006     |
| Puppy 3 | 2 октября 2007  |
| Puppy 4 | 5 мая 2008      |
| Puppy 5 | 15 мая 2010     |
| Puppy 6 | 26 октября 2014 |
| Puppy 7 | 4 декабря 2017  |
| Puppy 8 | 24 марта 2019   |

Puppy 7 построен из пакетов Ubuntu 16.04 Xenial Xerus, имеет двоичную совместимость с Ubuntu 16.04 и доступ к репозиториям пакетов Ubuntu. Tahrpup построен из системы сборки woof-CE, отвтетвления от Woof Барри Каулера. Он построен от самой последней тестовой ветви, включает все самые последние характеристики woof-CE и выпущен в PAE и NoPAE ISO-образах, с опцией для переключения ядер. Дистрибутив имеет новый пользовательский интерфейс, новое обновление ядра для большей совместимости оборудования, редизайн менеджера пакетов Puppy Package Manager, некоторые исправления ошибок и включение базовых пакетов в структуру woof.
Puppy 8 построен из пакетов Ubuntu Bionic Beaver 18.04.2, имеет двоичную совместимость с Ubuntu 18.04.2 и доступ к репозиториям пакетов Ubuntu. Дистрибутив BionicPup построен из системы сборки woof-CE, ответвления от Woof Барри Каулера. Он построен от самой последней тестовой ветки, и включает все самые последние особенности woof-CE.

## Управление пакетами
Менеджер пакетов Puppy Linux — Puppy Package Manager — по умолчанию устанавливает пакеты в формате PET (Puppy Enhanced Tarball), но также принимает пакеты из других дистрибутивов (такие как .deb, .rpm, .txz и .tgz), или использует сторонние инструменты для преобразования пакетов из других дистрибутивов в пакеты PET. Менеджер Puppy Package Manager также может облегчить «раздутый» программный пакет для уменьшения использования дискового пространства.

## Скриншоты

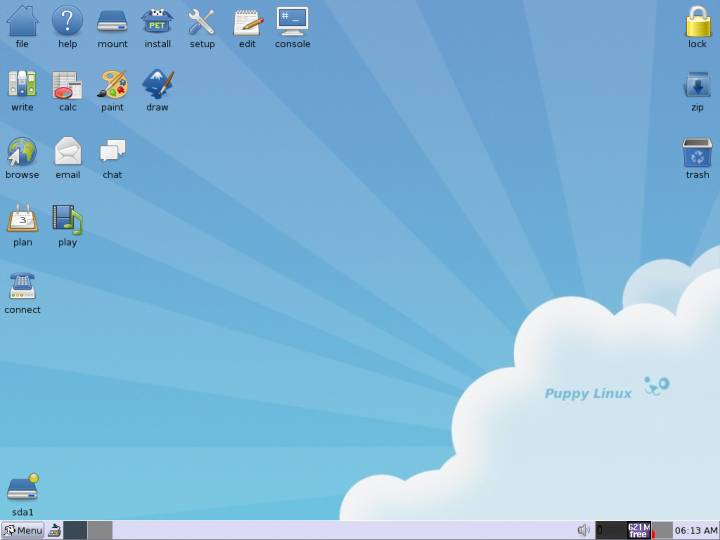
Puppy Linux 4.3.0
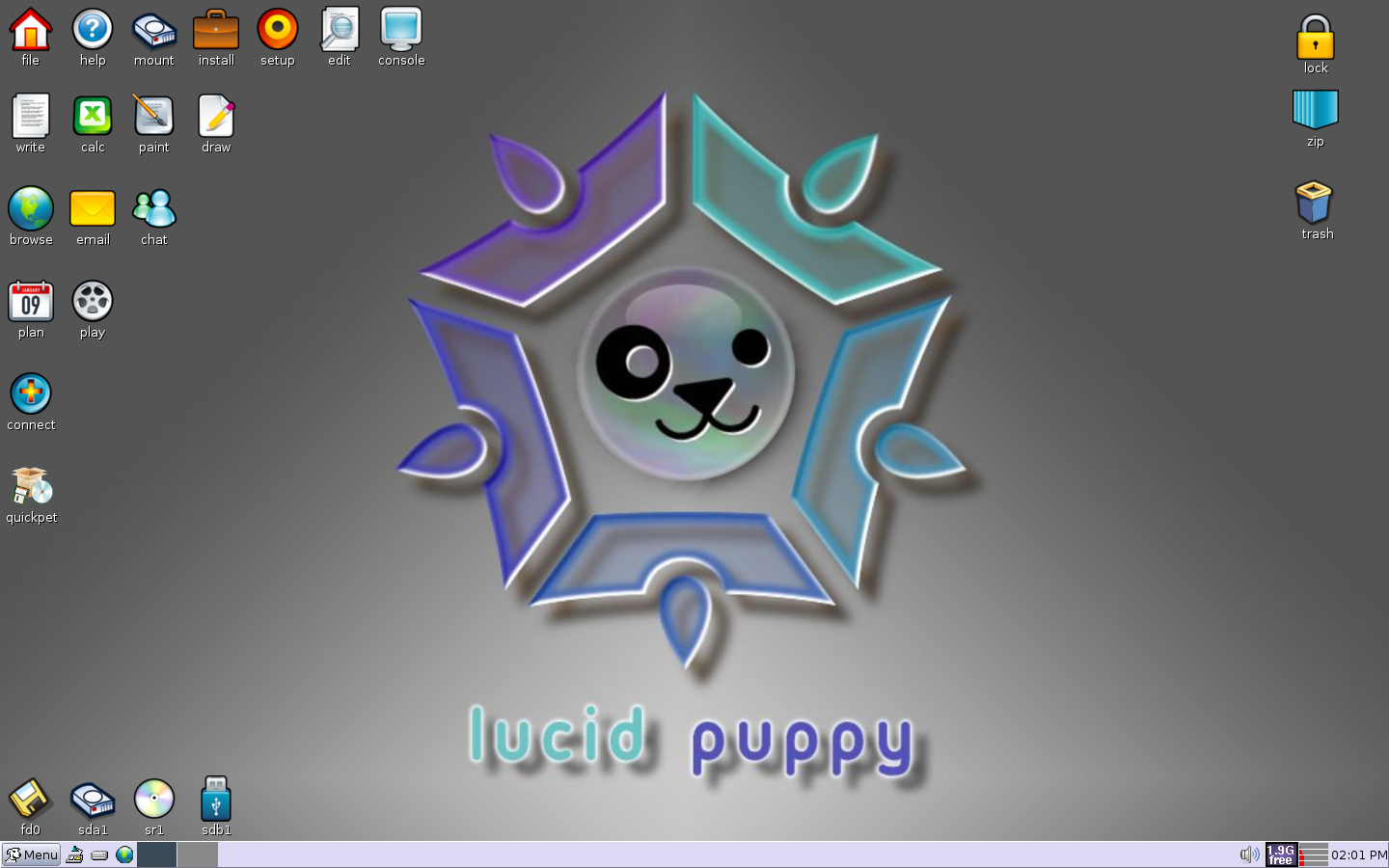
Puppy Linux 5.0.0
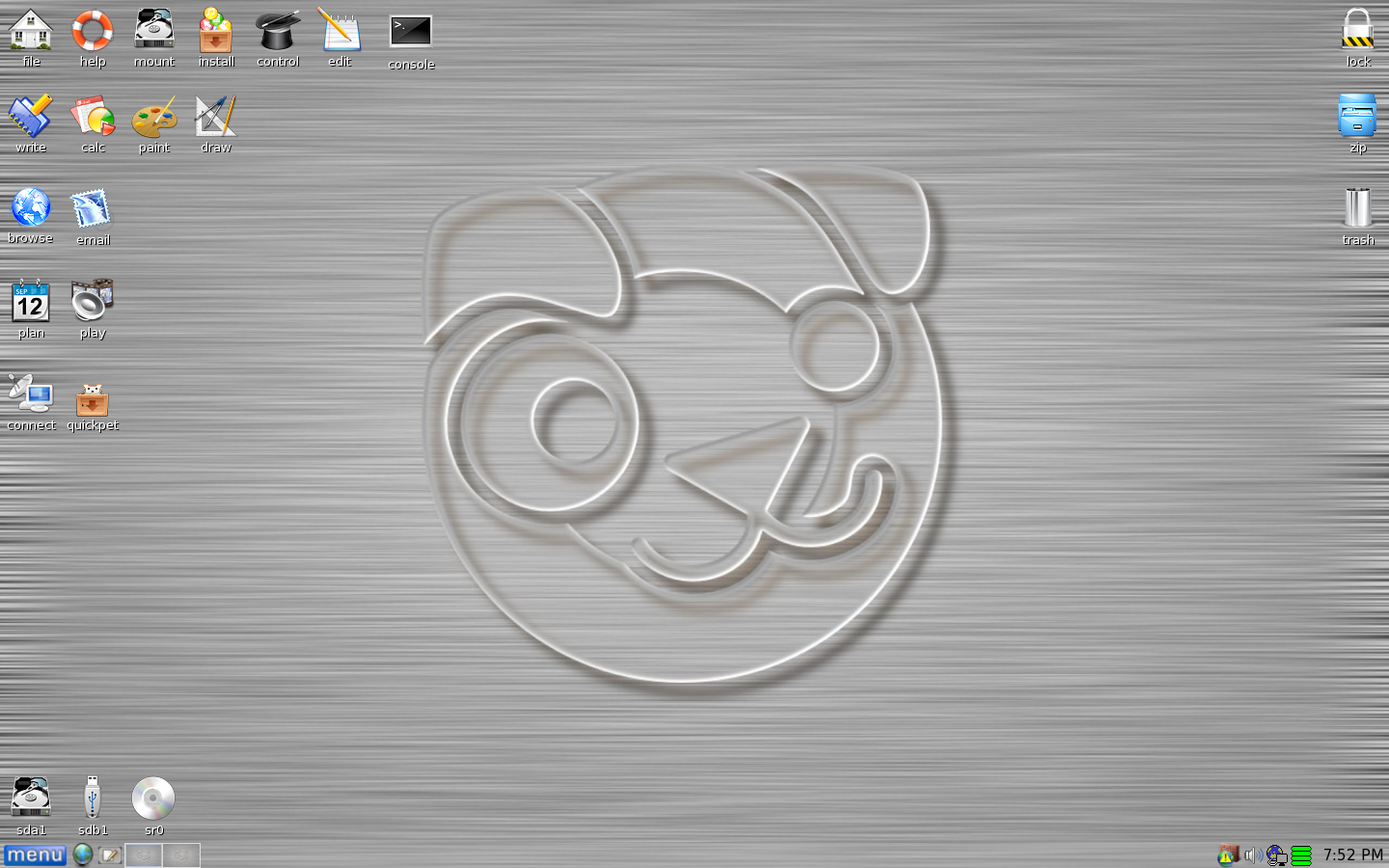
Puppy Linux 5.2.8 Lucid Puppy
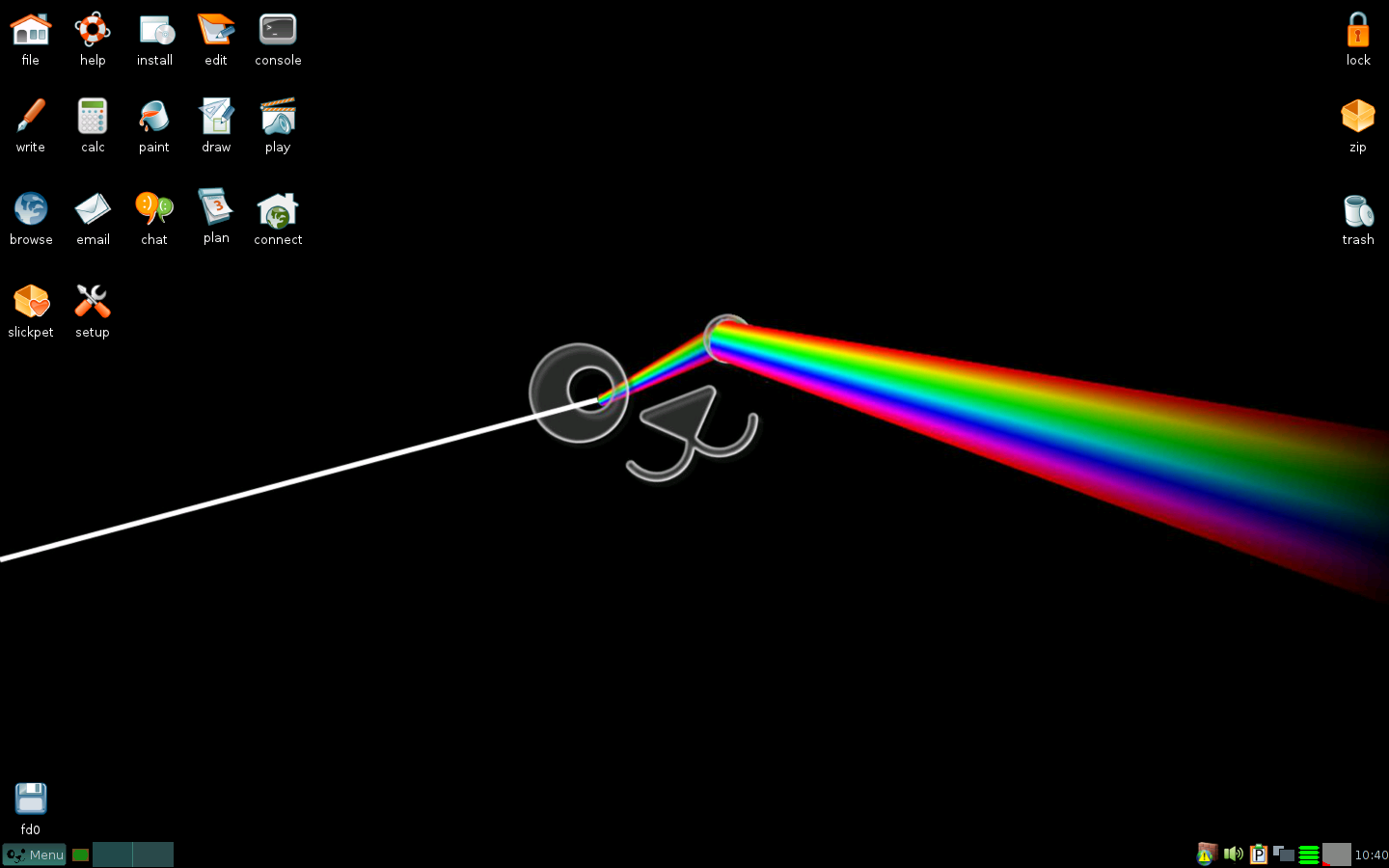
Puppy Linux 5.3.0 Slacko Puppy
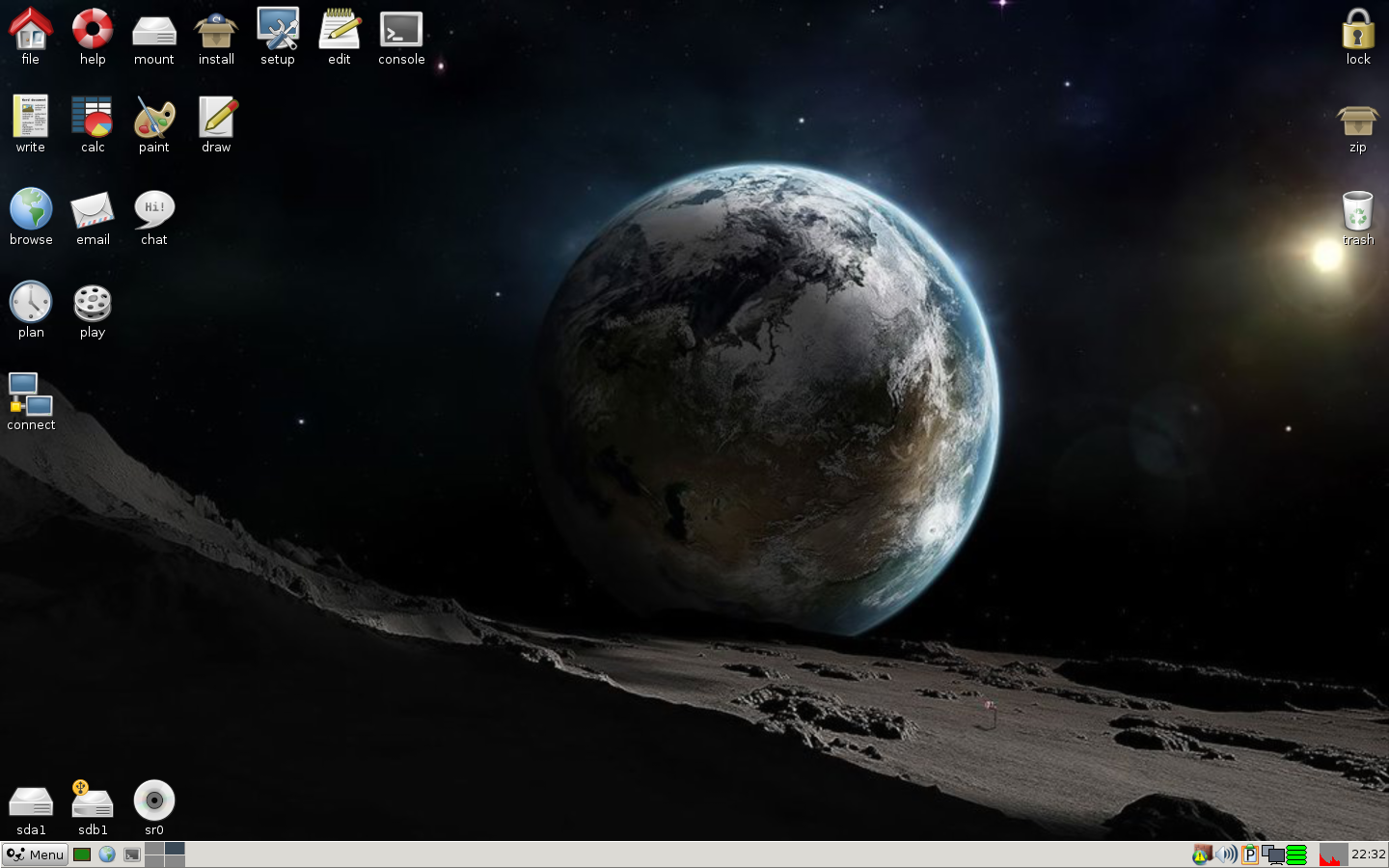
Puppy Linux 5.4 Slacko Puppy
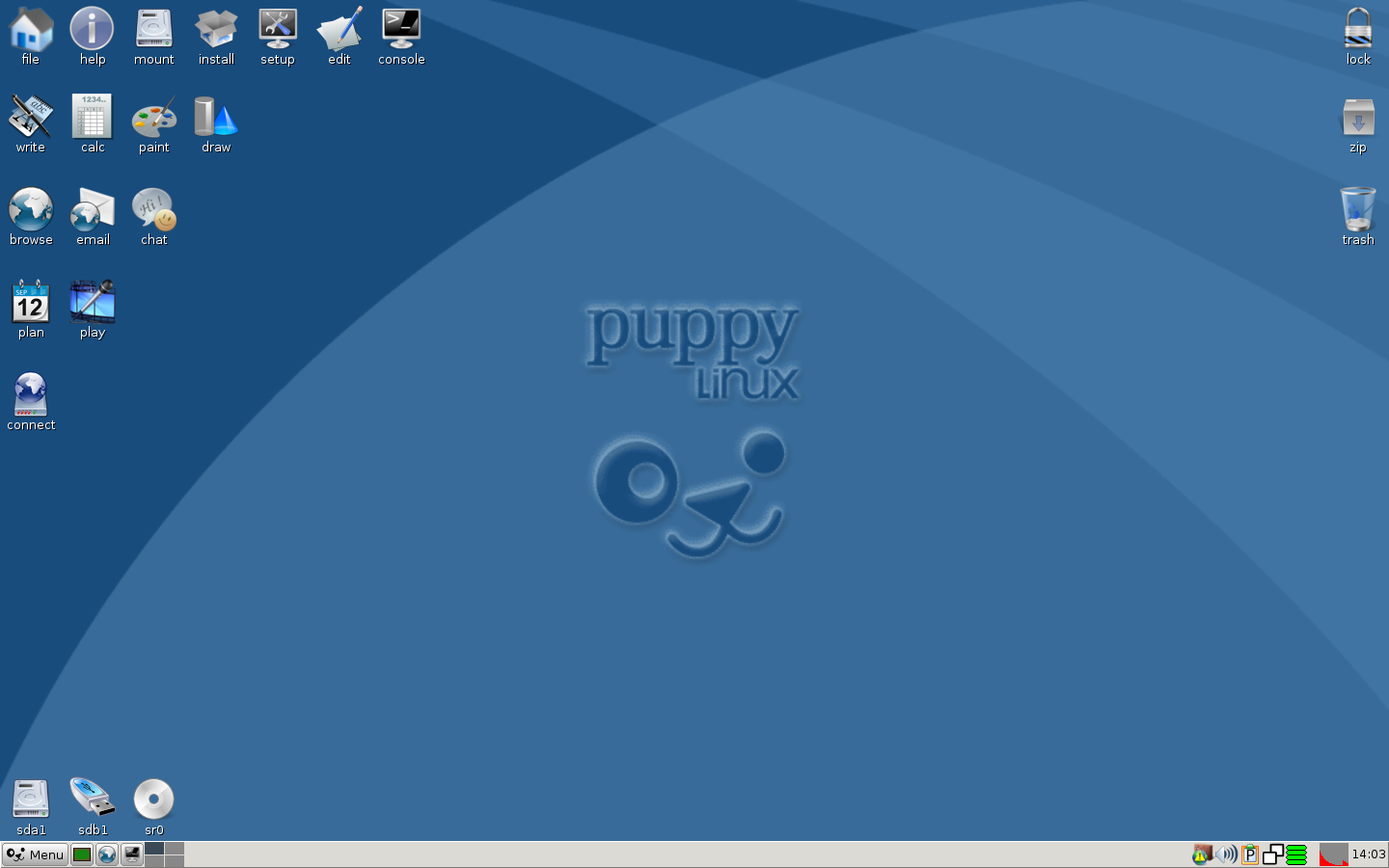
Puppy Linux 5.5 Slacko Puppy
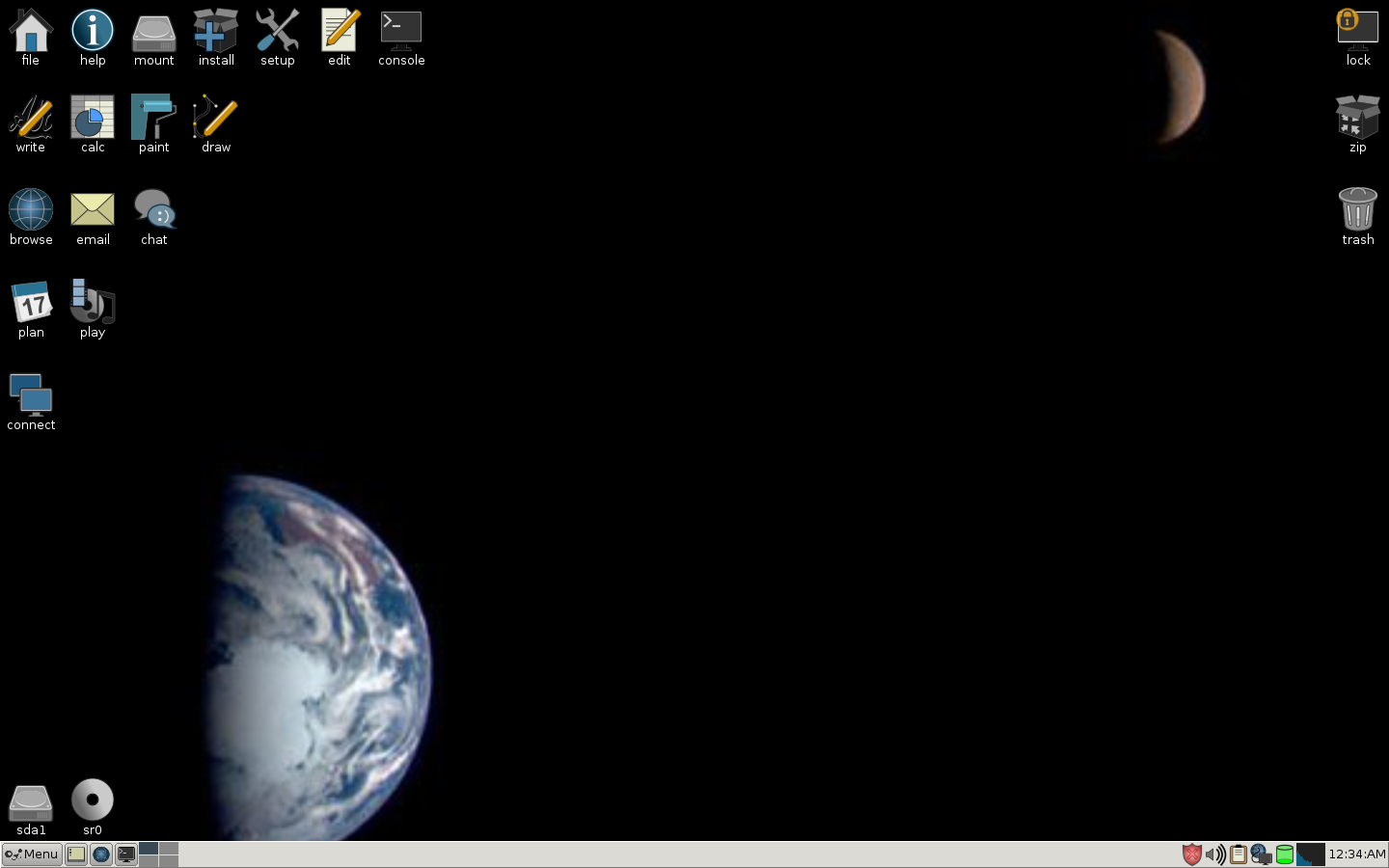
Puppy Linux 5.7 Slacko Puppy

## Интересные факты
- Puppy Linux назван как и аватар Барри Каулера, с изображением домашнего питомца, отважного щенка чихуахуа, которого профессор так и звал Puppy («Щенок»).[39]